# 托格鲁尔·阿斯加罗夫
托格鲁尔·阿斯加罗夫（1992年9月17日—）生于占贾，是一名阿塞拜疆男子自由式摔跤运动员。一开始他练习柔道，后来在教练的建议下改练摔跤。2012年，他在伦敦奥运男子自由式摔跤60公斤级项目上夺冠，以19岁的年龄成为阿塞拜疆最年轻的奥运金牌得主。四年后，他出战里约奥运男子自由式摔跤65公斤级项目，在决赛中不敌俄罗斯选手索斯兰·拉莫诺夫，获得银牌。2017年5月，阿斯加罗夫因一次药检中去甲乌药碱呈阳性而被禁赛一年，对此阿塞拜疆摔跤联合会声称，阿斯加罗夫是因为此前在印度比赛时曾误食含有禁药成分的食品，而未能通过药检。